# アダムス・ストークス症候群
アダムス・ストークス症候群（アダムス・ストークスしょうこうぐん、英語: Adams–Stokes syndrome）とは、主に徐脈性の不整脈を原因として心臓から脳への血流が少なくなり、脳が虚血になった状態とその症状を指す。人工心臓ペースメーカが適用となる。
名前の由来は報告者であるイギリスの外科医ロバート・アダムスと内科医ウィリアム・ストークスから取られた。

## 症状
- めまい
- 頭痛
- 意識消失
- 痙攣
- 呼吸停止
- 昏睡
- チェーンストークス呼吸